# Roland Nilsson (Leichtathlet, 1924)

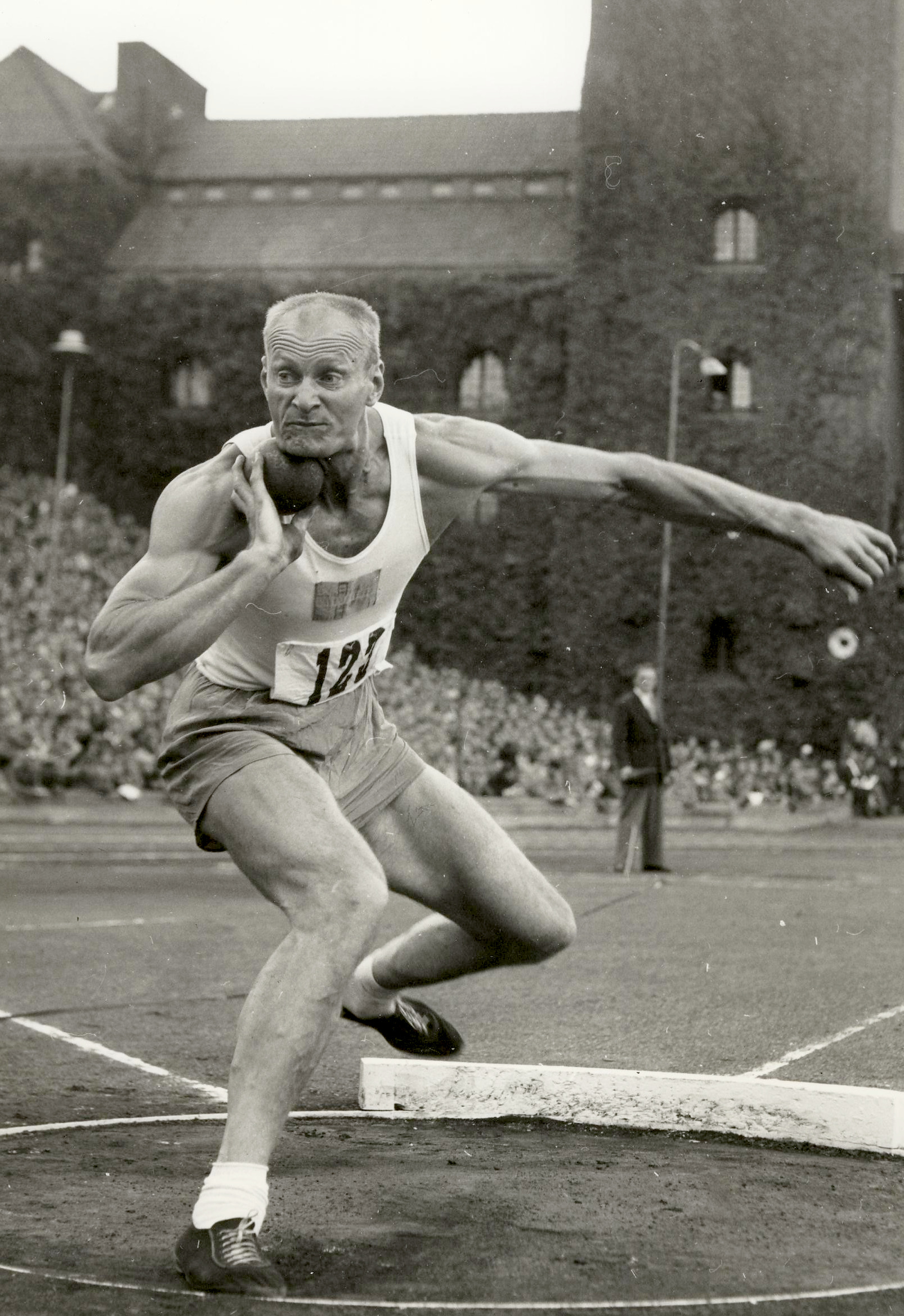
Roland Nilsson, ca. 1950

Roland Nilsson (Roland Fritz Nilsson; * 26. November 1924 in Svanö, Kramfors; † 21. Februar 2014 in Alton, Illinois) war ein schwedischer Kugelstoßer und Diskuswerfer.
Im Kugelstoßen wurde er Vierter bei den Europameisterschaften 1946 in Oslo und schied bei den Olympischen Spielen 1948 in London in der Qualifikation aus.
1952 kam er bei den Olympischen Spielen in Helsinki auf den fünften Platz im Kugelstoßen und auf den siebten Platz im Diskuswurf.
Bei den Europameisterschaften 1954 in Basel wurde er Vierter im Kugelstoßen und Fünfter im Diskuswurf.
Sechsmal wurde er Schwedischer Meister im Kugelstoßen (1946–1949, 1952, 1954) und zweimal im Diskuswurf (1952, 1954).

## Persönliche Bestleistungen
- Kugelstoßen: 17,00 m, 25. April 1953, Philadelphia
- Diskuswurf: 54,54 m, 18. Juli 1954, Örebro